# Elijah McCadden
Elijah McCadden (ur. 20 grudnia 1999 w Rocky Mount) – amerykański koszykarz, grający na pozycji rzucającego obrońcy, od 18 marca 2025 zawodnik PGE Spójni Stargard.
Elijah McCadden ma 25 lat i 195 cm. Amerykański koszykarz pochodzi z Rocky Mount w stanie North Carolina. W latach 2018–2023 rozegrał 150 meczów w lidze NCAA. Jego średnie statystyki w tym czasie to 8,9 punktu, 4,1 zbiórki i 1,9 asysty. Rozpoczął grać w zespole Georgia Southern, gdzie był przez cztery lata. W sezonie (2021/2022) w zespole Georgia Southern zdobywał 11,7 punktu, 4,6 zbiórki i 2,6 asysty i zdobył tytuł Sun Belt Conference Sixth Man of the Year 2022. Następnie przeniósł się do Memphis Tigers, jednej z najbardziej prestiżowych uczelni koszykarskich w USA. Statystycznie w tym ostatnim akademickim sezonie notował: 7,6 punktu, 4,1 zbiórki i 1,5 asysty. W lipcu 2023 grał w lidze letniej NBA w Salt Lake City w Las Vegas. W drużynie wystawionej przez Philadelphia 76ers wystąpił w sześciu meczach, gdzie łącznie w tych meczach Elijah McCadden przez 39 minut zdobył pięć punktów, trafiając 2/4 rzutów z gry, miał siedem zbiórek i cztery asysty. Kolejnym etapem jego kariery była gra w Europie, gdzie w sezonie 2023/2024 występował w portugalskiej lidze, reprezentując Portimonense Viva Portimão. Statystycznie notował: średnio 12,7 punktu, 3 zbiórki oraz 0,9 asysty na mecz. W sezonie 2024/2025 kontynuował karierę w Portugalii, występując dla Galitos Barreiro i osiągając średnio 18,7 punktu, 4,9 zbiórek oraz 2,3 asysty na mecz. W LPB zdobywał średnio po 18,7 punktu, 4,9 zbiórki i 2,9 asysty, grał po 33 minuty, oddając 14,5 rzutów, trafiał prawie połowę z nich (7,1). Elijah McCadden ostatni mecz zagrał 15 marca. Licząc wszystkie rozgrywki, jego zespół odniósł wtedy czwarte zwycięstwo z rzędu, pokonując trzeci w tabeli Sporting 77:76. Zdobył 15 punktów, grał przez 36,5 minuty, trafiając 7/23 rzutów z gry, miał pięć zbiórek i cztery asysty. Elijah McCadden statystycznie w obecnym sezonie trafił tylko 22/70 "trójek" (31,4%), rzuty wolne tylko (54/72).Jest reprezentowany przez agencję The Player. 